# Clotario I
Clotario I detto il Vecchio (le Vieux) (497 circa – Compiègne, 29 novembre 561) è stato un re franco della dinastia dei Merovingi che, dal 511 regnò sull'Austrasia del nord e sulla Guascogna, poi, dal 524 sulla valle della Loira, a sud del fiume, dal 534 su parte della Burgundia, dal 555 su tutta l'Austrasia e l'Aquitania ed infine, dal 558, su tutto il regno dei Franchi.

## Origini
Era il figlio quartogenito del re dei Franchi Sali della dinastia merovingia Clodoveo I e della sua seconda moglie, Clotilde, che secondo il vescovo Gregorio di Tours (536 – 597) era la figlia del re dei Burgundi Chilperico II e della moglie, di cui non si conosce il nome

## Biografia

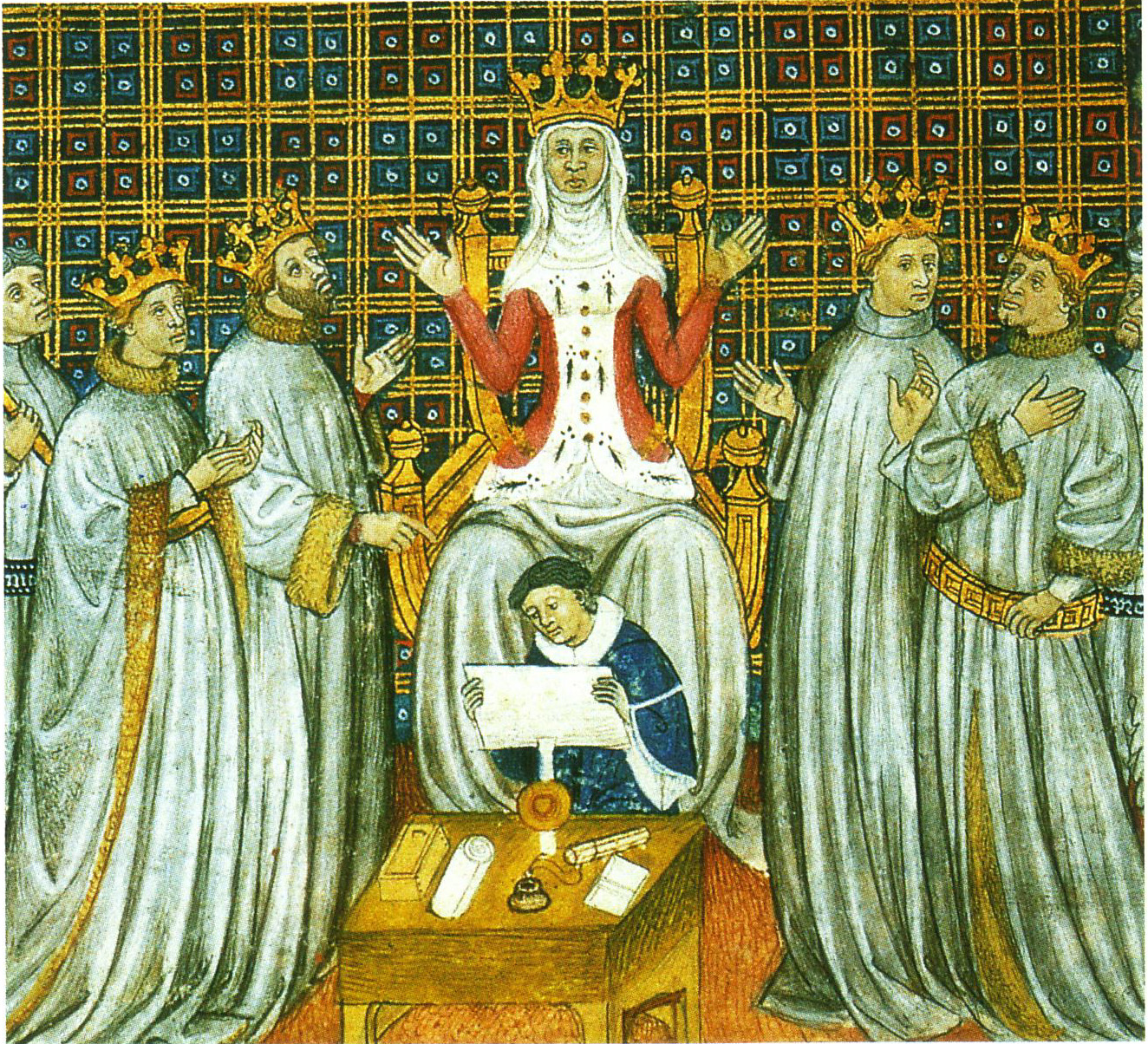
Clotilde divide il regno tra i figli di Clodoveo I.

Alla sua nascita il fratello primogenito, Ingomero, era già morto.
Nella Regum Merowingorum Genealogia, Teodorico viene citato come primo figlio di Clodoveo davanti ai nomi dei fratellastri Clodomiro, Childeberto e Clotario, (Theodorico, Chlomiro, Hildeberto, Hlodario) e anche Gregorio di Tours lo cita dopo i fratelli Teodorico e Clodomiro e Childeberto.
Alla morte del padre, nel 511, il regno fu diviso in quattro parti e Clotario ricevette in eredità il nord-est del regno dei Franchi, la regione che comprendeva Soissons, Laon, Noyon, Arras, Cambrai, Tournai e Treviri, tra il mare del nord e la Mosa inferiore, con capitale Soissons, e la Guascogna.
Partecipò con i fratelli a una lunga serie di campagne militari tese ad estendere i domini franchi. Fu alleato dei fratelli Childeberto I e Clodomiro nella lotta per la conquista della Burgundia.
Dopo la morte di suo fratello Clodomiro a Vézeronce, nel 524, i suoi tre figli (di Clodomiro), Teobaldo, Guntario e Clodoaldo, vennero affidati alla custodia della nonna, santa Clotilde, e il suo regno venne diviso tra i fratelli Clotario I, che aveva preso in moglie la vedova di Clodomiro, Gunteuca, e Childeberto I, nell'attesa che i legittimi eredi raggiungessero la maggiore età. Ma Clotario I e Childeberto I, tra il 530 ed il 531, complottarono per eliminare i tre giovani nipoti, riuscendo ad uccidere i due nipoti più grandi: solo Clodoaldo, che riuscì a nascondersi fino alla età adulta e poi accettò di farsi monaco a Novientum (oggi Saint-Claud), venne risparmiato e Clotario si annetté la parte dei territori a sud della Loira.
Assieme ai fratelli Clotario I aveva cercato di estendere il dominio dei Franchi su tutta la Gallia ed il re dei Visigoti, Amalarico, aveva cercato di scongiurare il pericolo sposando Clotilde, figlia di Clodoveo, re dei Franchi e sorella dei nuovi re dei Franchi; l'unione non era stata felice a causa della differenza di appartenenza religiosa: lui era ariano e lei cattolica, e gli insistenti tentativi di Amalarico di farla convertire all'arianesimo (secondo Gregorio di Tours Amalarico nel tentativo di convertire la moglie Clotilde arrivò anche a maltrattarla) furono vani, anzi esasperarono i fratelli di lei Childeberto I e Clotario I che, nel 531, invasero la Settimania sconfiggendo Amalarico nei pressi della sua capitale, Narbona.
Assieme al fratellastro Teodorico I nel 531 combatté i Turingi; Teodorico, memore degli spergiuri del re dei Turingi, Ermanafrido, aveva promesso a Clotario I parte del bottino se lo avesse aiutato nell'impresa contro i Turingi. Allora Clotario I e Teodorico accompagnato dal figlio, Teodeberto I, attaccarono i Turingi e, nella battaglia nei pressi del fiume Onestrudem, fecero una tale strage di Turingi che riempirono di caduti l'alveo del fiume e passarono sull'altra sponda passando sui cadaveri come fossero un ponte. Ottenuta quindi la vittoria, i Franchi occuparono la regione e la ridussero sotto il loro dominio. Fu in questa occasione che Clotario conobbe Radegonda, figlia di Bertario, che fece parte del suo bottino di guerra e che poi divenne sua moglie.
Ad Ermanafrido che era riuscito a fuggire durante la battaglia fu data garanzia di poter fare ritorno nel proprio regno.
Clotario e Childeberto presero parte a diverse spedizioni contro i Burgundi, che portò alla conquista di tutto il regno, mentre il loro re Gondomaro, che, nel 524, aveva ucciso in battaglia Clodomiro, fu costretto a fuggire; infine, nel 534, assieme al fratello Childeberto ed al nipote Teodeberto I riuscì a portare a termine la conquista di tutta la Borgogna che venne divisa in tre parti che furono assegnate ad ognuno dei tre re Franchi, e ad esiliare definitivamente il suo re (Gondomaro).
Dopo avere occupato la Burgundia assieme al fratello ed al nipote si avventarono sulla Provenza che era stata occupata dagli Ostrogoti e che fu divisa in tre parti come la Burgundia: le città di Orange, Carpentras e Gap toccarono a Clotario. Nel 536 Vitige, il re degli Ostrogoti, riconobbe la cessione della Provenza, ai Franchi.

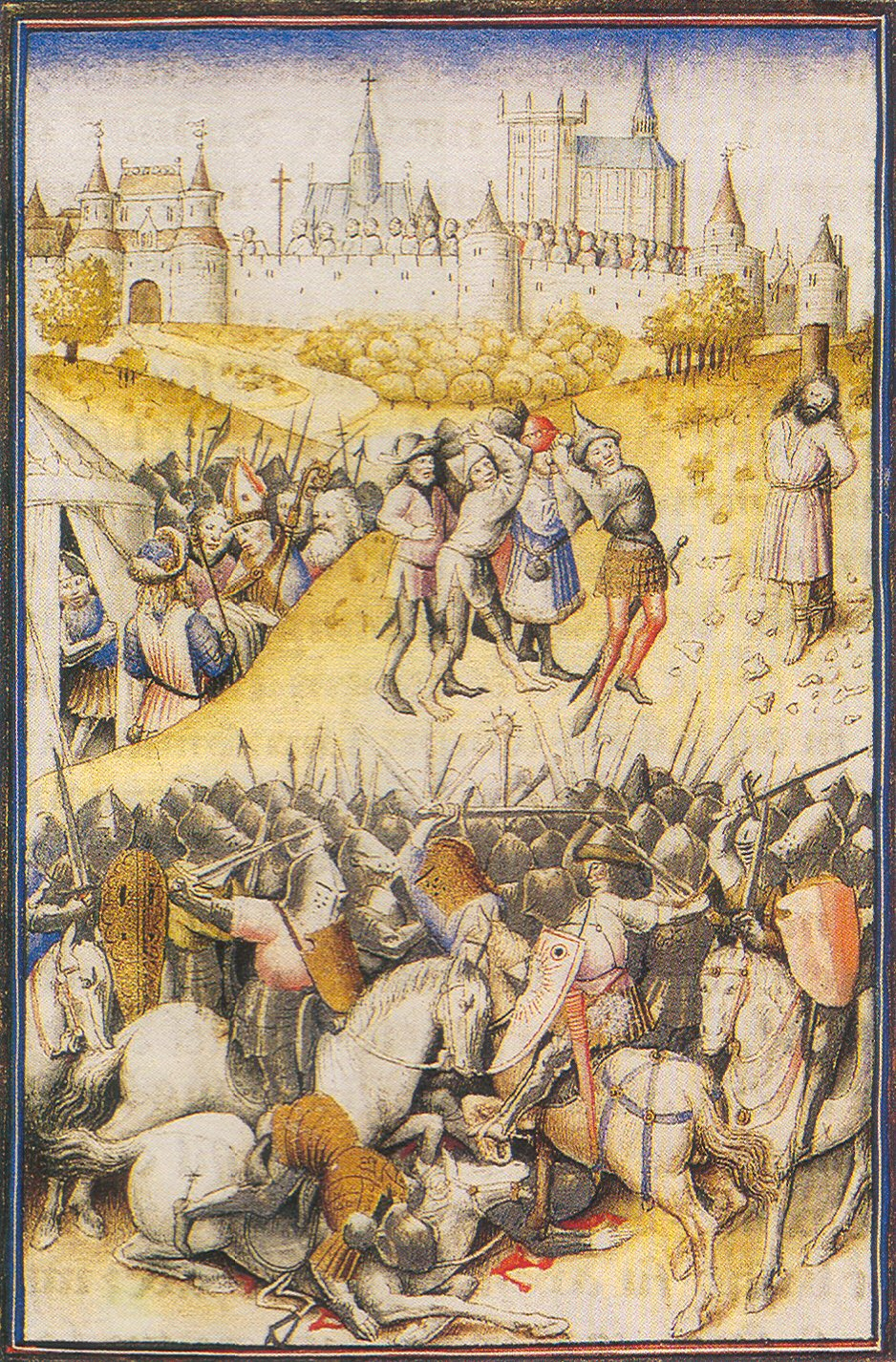
L'assedio di Saragozza da parte di Clotario e di Childeberto I

Con il fratello Childeberto poi partecipò anche a molte spedizioni contro i Visigoti di Spagna, e nel 533, invasero la Navarra e occuparono Pamplona, arrivarono sino a Saragozza, a cui posero l'assedio. Allora Teudi, il nuovo re dei Visigoti, corse in aiuto alla città con due eserciti (uno comandato da lui, ed uno da comandato da Teudiselo); i Franchi, al suo arrivo, si ritirarono verso i Pirenei, dove furono sconfitti dalla sua armata, mentre Teudiselo, corrotto dai Franchi, non intervenne nella battaglia e permise ai Franchi di ritirarsi indisturbati, carichi di bottino.
Clotario partecipò anche alla spedizione a Saragozza, del 542, quando Childeberto portò a Parigi la tunica di san Vincenzo.
Durante questo periodo Clotario fondò chiese e monasteri, tra cui la chiesa dedicata a san Medardo a Soissons, mentre Santa Redegonda fondava l'abbazia della Santa Croce a Poitiers.
Nel 555, dopo pochi anni di regno, morì l'ultimo erede di suo fratellastro Teodorico I di Austrasia: il suo pronipote Teodebaldo, che, secondo le cronache del vescovo Mario di Avenches, morì a causa della sua precoce dissolutezza (secondo Gregorio di Tours fu colpito da un malore che gli paralizzò gli arti inferiori e poco dopo morì). Essendo morto senza eredi i suoi territori passarono al prozio Clotario I, che a quanto pare si prese anche la moglie di Teodebaldo, Valdrada.
In quello stesso anno i Sassoni si ribellarono; Clotario con il suo esercito si mosse contro di loro, uccidendoli in gran numero, percorrendo l'intero Turingia che i Sassoni da lui avevano ottenuto come compenso.
Childeberto I, dopo una malattia, morì a Parigi, il 23 dicembre 558, e venne sepolto nell'abbazia di Saint-Germain-des-Prés che lui aveva fondato.
Non avendo avuto figli maschi dalla moglie Vultrogota, ed essendogli premorti gli eredi designati, della discendenza del fratellastro Teodorico I, alla sua scomparsa i suoi possedimenti passarono a Clotario, che rimase così l'unico re dei Franchi ed immediatamente dopo essersi impossessato del tesoro di Parigi, esiliò la vedova del fratello e le due figlie.
Dopo che Clotario era divenuto l'unico re dei Franchi il suo figlio primogenito, Cramno, si ribellò al padre e fuggì in Bretagna, presso il conte dei Bretoni, Chonoobro. Allora Clotario, nel 560, marciò contro i Bretoni, li sconfisse e fece prigioniero Cramno che fu messo a morte con la moglie e le figlie. Nello stesso anno fu scomunicato dal vescovo di Treviri, Nicezio (che fu poi santificato), per i suoi misfatti.  

La divisione del regno dei Franchi, alla morte di Clotario I, nel 561

Clotario morì alla fine del 561, durante il suo cinquantunesimo anno di regno, a un anno dalla morte di suo figlio Cramno, a causa di una febbre contratta durante la caccia nella foresta di Cotia, che lo costrinse ad interrompere la caccia e rientrare nella città di Compendio, dove morì; fu sepolto a Soissons, nella chiesa di san Medardo da lui fondata.
Alla sua morte i figli superstiti si divisero il regno dei Franchi:
- a Cariberto I toccò quello che era stato il regno di Childeberto I, la Neustria, l'Aquitania, la Guascogna e parte della Provenza, con capitale Parigi;
- a Gontrano toccò quello che era stato il regno di Clodomiro, la Burgundia, con capitale Orléans;
- a Chilperico I toccò quello che era stato il regno di suo padre, il nord-ovest dell'Austrasia, con capitale Soissons;
- a Sigeberto I toccò quello che era stato il regno di Teodorico I, l'Austrasia e parte della Provenza, con capitale Reims.

## Matrimoni e discendenza

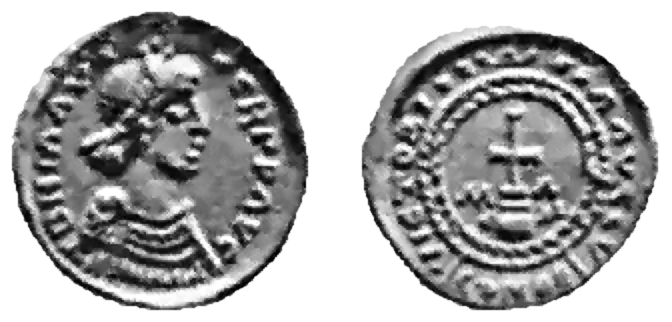
Denaro di Clotario I

Clotario si sposò diverse volte ed ebbe almeno due amanti:
- la prima moglie, sposata, nel 524, fu la vedova di suo fratello Clodomiro, Gunteuca, che il vescovo Gregorio di Tours (536 – 597), nomina[7] senza precisare la sua origine. Secondo lo storico francese Christian Settipani[20] era la figlia del re dei Burgundi Gundobado e della moglie, Caratena[21], da cui non ebbe figli.
- la seconda, sposata nel 531 circa, fu Radegonda, figlia del re dei Turingi Bertario, presa come preda di guerra[10]. Anche da questa unione non nacquero figli.
- la terza, sposata nel 532 circa, fu Ingonda, di cui non si conoscono le ascendenze, e che, secondo lo storico francese Settipani (Christian Settipani), esperto di genealogie[22] era già l'amante di Clotario da diversi anni, prima del matrimonio, e che gli diede sei figli[23]:
  - Guntario (circa 517-dopo il 532), che, in quest'ultima data, partecipò ad un attacco alla Settimania[24]. Alla nascita era illegittimo
  - Childerico (?-prima del 561), che morì prima del padre[23]. Alla nascita era illegittimo
  - Cariberto (circa 520 - 567), re dei Franchi. Alla nascita era illegittimo
  - Gontrano (circa 534 - 592), re dei Franchi
  - Sigeberto (circa 535- 575), re dei Franchi
  - Clodesinde (?-prima del 567), che divenne regina dei Longobardi, dal 560 circa alla sua morte, in quanto moglie di Alboino[23]
- la quarta moglie fu Aregonda, la sorella di Ingonda[23], che gli diede un figlio:
  - Chilperico (circa 535 - 584), re dei Franchi
- la quinta, sposata, nel 555 o subito dopo, fu la vedova del suo pronipote Teodebaldo, la principessa longobarda, Valdrada[15], figlia del re dei longobardi, Vacone, da cui non ebbe figli.

Dalla due amanti ebbe due figli:
- da Chunsina che forse fu la moglie (prima), Clotario ebbe un figlio[23]:
  - Cramno (?- 560), che si ribellò al padre, che lo fece uccidere.
- da una sua seconda amante di cui non si conosce il nome ebbe un figlio:
  - Gundovaldo (?- 585), che si dichiarò figlio di Clotario e nel 584, fu proclamato re dei Franchi[25]

## Ascendenza
|                            |          |           | Genitori |  |  | Nonni |  |  | Bisnonni |  |  | Trisnonni |  |
|                            |          |           |          |  |  |       |  |  | Meroveo  |  |  | Clodione  |  |
|                            |          |           |          |  |  |       |  |  | Meroveo  |  |  | Clodione  |  |
|                            |          | …         |          |  |  |       |  |  | Meroveo  |  |  |           |  |
| Childerico I               |          |           |          |  |  |       |  |  | Meroveo  |  |  |           |  |
|                            |          | …         | …        |  |  |       |  |  |          |  |  |           |  |
|                            |          | …         | …        |  |  |       |  |  |          |  |  |           |  |
|                            |          | …         | …        |  |  |       |  |  |          |  |  |           |  |
| Clodoveo I                 |          | …         |          |  |  |       |  |  |          |  |  |           |  |
|                            |          | …         | …        |  |  |       |  |  |          |  |  |           |  |
|                            |          | …         | …        |  |  |       |  |  |          |  |  |           |  |
|                            |          | …         | …        |  |  |       |  |  |          |  |  |           |  |
| Basina                     |          | …         |          |  |  |       |  |  |          |  |  |           |  |
|                            |          | …         | …        |  |  |       |  |  |          |  |  |           |  |
|                            |          | …         | …        |  |  |       |  |  |          |  |  |           |  |
|                            |          | …         | …        |  |  |       |  |  |          |  |  |           |  |
| Clotario I                 |          | …         |          |  |  |       |  |  |          |  |  |           |  |
|                            | Gundioco | Gundicaro |          |  |  |       |  |  |          |  |  |           |  |
|                            | Gundioco | Gundicaro |          |  |  |       |  |  |          |  |  |           |  |
|                            | Gundioco | …         |          |  |  |       |  |  |          |  |  |           |  |
| Chilperico II dei Burgundi | Gundioco |           |          |  |  |       |  |  |          |  |  |           |  |
|                            |          | …         | …        |  |  |       |  |  |          |  |  |           |  |
|                            |          | …         | …        |  |  |       |  |  |          |  |  |           |  |
|                            |          | …         | …        |  |  |       |  |  |          |  |  |           |  |
| Clotilde                   |          | …         |          |  |  |       |  |  |          |  |  |           |  |
|                            |          | …         | …        |  |  |       |  |  |          |  |  |           |  |
|                            |          | …         | …        |  |  |       |  |  |          |  |  |           |  |
|                            |          | …         | …        |  |  |       |  |  |          |  |  |           |  |
| …                          |          | …         |          |  |  |       |  |  |          |  |  |           |  |
|                            |          | …         | …        |  |  |       |  |  |          |  |  |           |  |
|                            |          | …         | …        |  |  |       |  |  |          |  |  |           |  |
|                            |          | …         | …        |  |  |       |  |  |          |  |  |           |  |
|                            |          | …         |          |  |  |       |  |  |          |  |  |           |  |